# Kinston (Alabama)
Kinston – miasto w Stanach Zjednoczonych, w stanie Alabama, w hrabstwie Coffee. W roku 2023 miasto zamieszkiwało 595 osób, a gęstość zaludnienia wynosiła 46,8 osoby/km².